# Juan Carlos Rojas
Rojas  Villegas est un nom espagnol. Le premier nom de famille, en général paternel, est Rojas ; le second, en général maternel, souvent omis, est Villegas.
Juan Carlos Rojas Villegas, né le 22 décembre 1981, est un coureur cycliste costaricien. Son frère César est également cycliste.

## Biographie
Il commence sa carrière en Amérique du Sud en 2003. Il remporte sa première victoire en 2004.
En 2007, durant la Vuelta a El Salvador il est contrôlé positif à un stimulant la phentermine et est suspendu deux ans par sa fédération.
En décembre 2017, il remporte pour la sixième fois le Tour du Costa Rica. Au cours de cette épreuve, il est néanmoins contrôlé positif à l'EPO CERA, ce qui lui vaut une suspension provisoire annoncée le 31 janvier 2018 par l'UCI. Il est finalement suspendu huit ans, jusqu'au 30 janvier 2026, date à laquelle il aura 45 ans.

## Palmarès
- 2004
  - 7e étape Tour du Costa Rica
- 2005
  - Tour du Costa Rica :
    - Classement général
    - Prologue, 4e, 5e et 13e étapes
- 2006
  - Tour du Guatemala :
    - Classement général
    - 8e et 9e étapes

  - 2e du championnat du Costa Rica sur route
  - 3e du Tour du Costa Rica
- 2007
  - 2e étape du Tour du Nicaragua (contre-la-montre par équipes)
- 2009
  - 6e étape du Tour du Costa Rica
  - 3e et 6e étapes du Tour du Guatemala
  - 2e du Tour du Guatemala
- 2010
  - Tour du Costa Rica :
    - Classement général
    - 3e, 6e, 7e, 11e et 12e étapes

  - 2e du Tour du Nicaragua
  - 3e du championnat du Costa Rica sur route
- 2011
  - 2e de la KREM New Year's Day Cycling Classic
  - 3e du Tour du Costa Rica
- 2013
  - Tour du Costa Rica :
    - Classement général
    - 3e, 7e, 10e, 11e et 12e étapes

  -  Médaillé d'argent du contre-la-montre aux Jeux d'Amérique centrale
- 2014
  -  Champion du Costa Rica sur route
  - UCI America Tour
  - Tour du Costa Rica :
    - Classement général
    - 8e et 10e étapes
- 2015
  - 2e et 3e étapes du Tour du Nicaragua
  - Classement général du Tour du Costa Rica
  - 2e du championnat du Costa Rica du contre-la-montre
  - 2e du Tour du Nicaragua
- 2016
  -  Champion du Costa Rica du contre-la-montre
  - 2e étape du Tour du Nicaragua
  - 7e et 11e étapes Tour du Costa Rica
  - 2e du championnat du Costa Rica sur route
  - 2e du Tour du Nicaragua
  - 2e du Tour du Costa Rica
- 2017
  - Tour du Costa Rica :
    - Classement général
    - 5e et 10e étapes

## Classements mondiaux
| Année            | 2006 | 2007 | 2008 | 2009 | 2010 | 2011 | 2012 | 2013 | 2014 | 2015 | 2016 |
| ---------------- | ---- | ---- | ---- | ---- | ---- | ---- | ---- | ---- | ---- | ---- | ---- |
| UCI America Tour | 11e  | 21e  |      |      | 12e  | 9e   | 46e  | 345e | 1er  | 36e  | 62e  |